# Jaroslav Indysjevskyj
Jaroslav Jevhenovytj Indysjevskyj (ukrainska: Ярослав Євгенович Індишевський), född 12 december 1895, död 1937 i Prag, var en av de mest framstående ledarna inom Ukrajinska Vijskova Orhanizatsija. År 1937 begick han självmord.